# Water's Edge Resort and Spa
Le Water's Edge Resort and Spa  est un hôtel américain situé à Westbrook, dans le Connecticut. Ouvert dans les années 1920, il est membre des Historic Hotels of America depuis 2017.